# PPTP
In informatica e telecomunicazioni PPTP, sigla di Point to Point Tunneling Protocol, è un protocollo di rete che attraverso la cifratura dei dati rende sicure la trasmissione in una rete privata, su una rete pubblica (VPN). Esso supporta chiavi crittografiche fino a 128 bit usando Microsoft Point to Point Encryption Protocol; in questo modo, per stabilire una connessione, sono necessari solo un nome utente, una password e l’indirizzo del server VPN.
Il PPTP assicura autenticazione, cifratura e compressione dati. Lavora in collaborazione al protocollo di livello di trasporto GRE (Generic Routing Encapsulation), i pacchetti GRE sono incapsulati in IP col tipo di protocollo 47.
Una prima fase di autenticazione viene effettuata con connessione TCP/IP verso la porta TCP 1723, a cui segue la connessione GRE su protocollo 47/IP.
PPTP è (a dicembre 2012) considerato crittograficamente debole tanto che il suo uso non è più raccomandato da Microsoft.